# SHAMEFUL
「Shameful」（シェイムフル）は、電気グルーヴのシングル。2012年4月18日に発売された。

## 解説
- 前シングル「Upside Down」より2年5ヶ月ぶりのシングルで、ロッテのガム「ZEUS THUNDER SPARK」のTVCF曲である。また同TVCFには電気グルーヴの2人も出演しており、内容は歯を噛み合わせることで音と映像を表現する技術を利用したものとなっている[1]

- 1曲目「SHAMEFUL」は元々TVCF用のサイズで制作し、シングルとしてのリリースは無かったがレコード会社にリリースを催促されシングルサイズとして制作されたものである。[2]

## 収録曲
1. Shameful (3:57)
ロッテ 「ZEUS THUNDER SPARK」 TVCF曲
2. Shame (3:33)
3. Shameful (Instrumental) (3:56)
4. Shame (Instrumental) (3:55)